# なぜ偉大な女性芸術家はいなかったのか
「なぜ偉大な女性芸術家はいなかったのか」("Why Have There Been No Great Women Artists?")は、アメリカ合衆国の美術史家リンダ・ノックリンの1971年の論文である。これは、フェミニスト・アートの歴史と理論の両方から、先駆的な論文と見なされている。 この論文はウェブマガジンARTnewsによって2015年に、"From 1971: Why Have There Been No Great Women Artists?"として再掲されている。

## 概要
ノックリンはこの論文で、芸術分野での成功を妨げてきた障害を、西洋の女性の個々人ではなく制度的な面から探求している。彼女は議論をいくつかに分けてすすめている。最初のセクションでは、論文のタイトルとして暗示されている仮説の議論。次に「ヌードの問題」、「女性の業績（能力）」、「成功」、「ローザ・ボヌール」と続けている。彼女は序文で、美術史のイデオロギー的な基盤を問うための条件として、アメリカでの「フェミニスト活動の最近の急増を」認めつつも、ジョン・スチュアート・ミルの「私たちは自然な自明性として、何でも受け入れる傾向にある」ことを引用している。 
結論で彼女は次のように述べている。「私は、形だけではなく、女性が真の意味での平等を求めていることに挑戦するために使われてきた長年の疑問の一つに対処しようとしてきました。いわゆる問題の一般的な定式化の妥当性と、特に女性の「問題」に疑問を投げかけることによって。それから、美術史という学問自体の限界を探ることで、「なぜ偉大な女性芸術家がいなかったのか」という問いの根拠となっている、誤った知的な下部構造全体を検証することで、「平等」の問題に対処しようとしました」。

## 出版の経緯と影響
初版は1971年に「性差別社会の女性：権力と無力の研究」で「なぜ偉大な女性芸術家がいないのか」(Why Are There No Great Women Artists?)として出版され、ARTnewsでは「なぜ偉大な女性芸術家がいなかったのか」(Why Have There Been No Great Women Artists?)と改名と改訂され掲載された。また、他の論文や写真と共に「芸術とセクシャル・ポリティクス（性政治）：なぜ偉大な女性芸術家がいなかったのか」(Art and Sexual Politics: Why Have There Been No Great Women Artists?)としても出版された。それ以来、この論文はノックリンのWomen, Art, and Power and Other EssaysやWomen Artists: The Linda Nochlin Readerを含む刊行物に定期的に再掲されている。
伝統的な規範に直面していた西洋の女性が、視覚芸術への制度的障壁に挑んでいるのと同程度に、「なぜ偉大な女性芸術家がいなかったのか」は、フェミニストの美術史と理論の分野では一般的に必読文献だとみなされている。女性の芸術教育が欠落した歴史だけでなく、ノックリンは、現在定義されている芸術と芸術的な才能の本質を熟考している。この論文はまた、女性芸術家の再発見の重要な促進力となっており、追随して「女性芸術家：1550-1950」展が開催された。アメリカの美術批評家、エレナー・マンロウ（Eleanor Munro）はそれを「画期的」だと評し、ドイツの美術史家、ミリアム・ヴァン・リシンジェン（Miriam van Rijsingen）によれば「フェミニスト・アート史の創世記だとみなされる」。
この論文の題名と内容は、シャルロット・ドラックマン（Charlotte Druckman）の「なぜ偉大な女性シェフは存在しないのか」のように、専門領域での女性の不在に関する多くの論文と出版物に影響を与えた。1989年には"Women's Work: the Montana Women's Centennial Art Survey Exhibition 1889-1989"というタイトルで、ノックリンの革新的な貢献にインスパイアされた、女性芸術家の認知度を高める展覧会が開催された。